# 21640 Пітеркіркланд
21640 Пітеркіркланд (21640 Petekirkland) — астероїд головного поясу, відкритий 14 липня 1999 року.
Тіссеранів параметр щодо Юпітера — 3,579.